# Football Club Villefranche Beaujolais
El Football Club Villefranche-Beaujolais es un equipo de fútbol de Francia que juega en la Championnat National, la tercera liga de fútbol más importante del país.

## Historia
Fue fundado en el año 1927 en la ciudad de Villefranche-sur-Saône, en Rhône-Alpes, donde su mejor época ha sido hasta el momento entre las décadas de 1980 a 1990 hasta que se cayó hasta llegar a las divisiones amateur de Francia.

## Jugadores

### Jugadores destacados
| - Fathi Chebel - Nickèse Assahore - Yves Chauveau - Franck Durix - Alain Moizan | - Christian Payan - Hassan Kachloul - Driss Oubahssaine - Wilson Grosset - Bernard Lopez |